# Live...In the Raw
Live...In the Raw é o primeiro álbum ao vivo do W.A.S.P., lançado em 1987.

## Faixas
1. "Inside The Electric Circus"  – 4:32
2. "I Don't Need No Doctor"  – 3:35
3. "L.O.V.E. Machine"  – 4:31
4. "Wild Child"  – 6:02
5. "9.5."-N.A.S.T.Y.  – 5:11
6. "Sleeping" (In the Fire)  – 5:23
7. "The Manimal"  – 4:43
8. "I Wanna Be Somebody"  – 6:43
9. "Harder Faster"  – 7:19
10. "Blind In Texas"  – 5:40
11. "Scream Until You Like It"  – 3:26

### Versão de 1997
1. "Inside The Electric Circus" – 4:32
2. "I Don't Need No Doctor" – 3:35
3. "L.O.V.E. Machine" – 4:31
4. "Wild Child" – 6:02
5. "9.5."-N.A.S.T.Y. – 5:11
6. "Sleeping (In the Fire)" – 5:23
7. "The Manimal" – 4:43
8. "I Wanna Be Somebody" – 6:43
9. "Harder Faster" – 7:19
10. "Blind In Texas" – 5:40
11. "Scream Until You Like It" – 3:26
12. "Shoot From The Hip" – 5:16
13. "Widowmaker" – 4:35
14. "Sex Drive" – 3:41
15. "Sleeping (In The Fire)" (Acústico) – 4:02

## Formação
- Blackie Lawless - vocal principal, guitarra base
- Chris Holmes - guitarra solo
- Johnny Rod - baixo
- Steve Riley - bateria

## Posições nas paradas musicais
| Parada musical (1987)           | Melhor posição |
| ------------------------------- | -------------- |
| Alemanha - Media Control Charts | 61             |
| Estados Unidos - Billboard 200  | 77             |
| Reino Unido - UK Albums Chart   | 23             |